# Kristin Fosnæs
Kristin Austgulen Fosnæs (30 de mayo de 2000) es una deportista noruega que compite en esquí de fondo. Ganó una medalla de plata en el Campeonato Mundial de Esquí Nórdico de 2025, en la prueba de relevo.

## Palmarés internacional
| Campeonato Mundial | Campeonato Mundial  | Campeonato Mundial | Campeonato Mundial |
| Año                | Lugar               | Medalla            | Prueba             |
| ------------------ | ------------------- | ------------------ | ------------------ |
| 2025               | Trondheim (Noruega) | Medalla de plata   | Relevo 4 × 7,5 km  |